# 小阿内蛛
小阿内蛛（学名：Anelosimus exiguus）为球蛛科阿内蛛属的动物。分布于日本以及中国大陆的海南等地。